# Benito Pacifico
Benito Pacifico (* 28. März 1939 in Rom; † 11. November 2008 ebenda) war ein italienischer Schauspieler und Stuntman.
Pacifico wurde fast ausschließlich unter dem Pseudonym Dennis Colt (auch in ähnlichen Schreibweisen) in den Stabangaben gelistet; dabei wurde er oft in kostengünstig produzierten Italowestern und Gangsterfilmen des Regisseurs Demofilo Fidani eingesetzt. Seine Karriere begann 1968, wobei er in größeren Produktionen meist ungenannt Gangster oder Handlanger in Kleinstrollen verkörperte. Er konnte in mehr als 80 Produktionen identifiziert werden. 
Sein Sohn Claudio Pacifico (* 1963) ist ebenfalls Schauspieler.

## Filmografie (Auswahl)
- 1968: Django, wo steht Dein Sarg? (T'ammazzo!… Raccomandati a Dio)
- 1969: Der blauäugige Bandit (Barbagia (La società del malessere))
- 1969: Sartana – Im Schatten des Todes (Passa Sartana… é l'ombra della tua morte)
- 1969: Sie kamen zu viert um zu töten (…E vennero in quattro per uccidere Sartana)
- 1969: Sedia elettrica
- 1970: Quel maledetto giorno d’inverno
- 1970: Django und Sartana kommen (Arrivano Django e Sartana… è la fine)
- 1970: Tote werfen keine Schatten (Inginocchiati straniero… i cadaveri non fanno ombra!)
- 1971: Tara Pokì
- 1971: Sein Name war Pot – aber sie nannten ihn Halleluja (Il suo nome era Pot)
- 1971: Era Sam Wallash… lo chiamavano “Così Sia”
- 1971: Für einen Sarg voller Dollars (Per una bara piena di dollari)
- 1971: Adios Companeros (Giu la testa… hombre)
- 1972: Lo ammazzò come un cane, ma… lui rideva ancora
- 1972: Arriva Eldorado (Scansati… a Trinità arriva Eldorado)
- 1972: Halleluja pfeift das Lied vom Sterben (Giù le mani… carogna!)
- 1973: C’era una volta questo pazzo pazzo west
- 1973: Colorado – Zwei Halunken im Goldrausch (Amico mio, frega tu… che frego io!)
- 1973: Zahl und stirb (Sei bounty killers per una strage)
- 1973: Pate der Bronx (La legge della Camorra)
- 1975: Verdammte heilige Stadt (Roma violenta)
- 1977: Die Gewalt bin ich (Il cinico, l'infame, il violento)
- 1977: Die Gangster-Akademie (La banda del trucido)
- 1977: Wenn du krepierst, lebe ich! (Autostop rosso sangue)
- 1977: Die Killer-Meute (Napoli spara!)
- 1980: Knallharte Profis (Poliziotto solitudine e rabbia)
- 1980: Der Todesfahrer (Speed Driver)
- 1982: Banana Joe
- 1995: Die Bibel – Moses (Moses)